# Fredningsplan
En fredningsplan var i tiden forud for planlovreformen en egnsplan dels til fastlæggelse af arealer til fritidsformål (sommerhusområder og andre rekreationsområder), dels en oversigt over de bebyggelsesbegrænsende bestemmelser, der var fastsat i naturfredningsloven samt naturligvis udstrækningen af fredede områder i henhold til samme lov. Fredningsplaner blev lavet for områder, hvor en større udvikling af fritidsvirksomheden (herunder sommerhusbyggeri) var i gang eller forudset at ske og behovet for en styring derfor tilstede.

## Baggrund og lovgrundlag
Baggrunden for fredningsplanerne var erkendelsen af, at der foruden områder af tilstrækkelig høj værdi til at rejse en egentlig fredningssag var andre områder af landskabelig, æstetisk og friluftsmæssig værdi, som man i tilfælde af en truende forringelse eller udslettelse måtte overveje at søge bevaret, eventuelt ved køb af det offentlige. Allerede i "Københavnsegnens grønne Omraader" udarbejdet af et udvalg til planlægning af Københavnsegnen under Dansk Byplanlaboratorium og offentliggjort 1936 havde man advaret mod den fremadskridende, planløse byspredning, som truede med at afvikle værdifulde fritidsmuligheder for den dengang stedse voksende hovedstadsbefolkning. På denne baggrund foretog udvalget en besigtigelse af den byudviklingstruede omegn til hovedstaden og pegede på, at der ved en bevidst planlægning ville kunne skabes et sammenhængende, grønt netværk af udflugtsstier dels for gående og cyklende, dels i tilknytning til S-banestationer. Erfaringerne under dette planforslags udarbejdelse viste, at gode udflugtsmuligheder og landskabsværdier kunne gå tabt, når disse ikke i tide var bevidstgjort gennem en registrerings- og planindsats.
På denne baggrund indførtes i naturfredningsloven af 1937 en række bestemmelser, der tog sigte på at lade udarbejde planer over "almeninteressante eller særlig ejendommelige landskaber samt arealer, som det på grund af deres naturskønhed eller beliggenhed må anses for ønskeligt at bevare fri for bebyggelse eller andre foranstaltninger, der kan ødelægge eller forringe de pågældende områder for almenheden".

## Fredningsplanernes indhold
Fredningsplanerne bestod af et oversigtskort, der med farve angav arealer omfattede af fredningsbestemmelser og andre  bebyggelsesbegrænsninger (byggelinjer):
- skovbyggelinjer,
- byggeliner omkring større søer og åer,
- strandbyggelinjer,
- vejbyggelinjer,
- fredsskovområder,
- områder fredede ved kendelse,
- naturskønne områder i øvrigt, som ønskedes erhvervede af det offentlige, fredede eller beskyttede,
- sommerhusområder[3].

Blandt de forhold, som fredningsplanen kunne omfatte, var:
1. naturskønne, ejendommelige eller særligt beliggende områder,
2. områder med særlige udsigter, bevoksning, stengærder eller lignende,
3. områder, planter, visse dyr samt geologiske dannelser af videnskabelig, undervisningsmæssig eller historisk værdi,
4. steder som er væsentlige for befolkningens friluftsfærden,
5. udyrkede statslige eller kommunale arealer,
6. jordfaste fortidsminder og deres omgivelser,
7. områder uden for byer og byplaner o.l.,
8. de for græsvækst blottede strandbredder,
9. adgangsveje til strandene,
10. offentlige og større private skove,
11. arealerne 100 m inden for strandbredder,
12. arealerne 300 m omkring skovene,
13. arealerne 150 m omkring større søer og vandløb,
14. arealerne langs hovedlandeveje og landeveje (100 m),
15. friluftsreklamer,
16. almeninteressante eller særlig ejendommelige landskaber samt naturskønne eller særligt beliggende arealer,
17. arealer til befolkningens ophold, campering o.l. samt frie badestrande.

## Gyldighed
Efter godkendelse havde fredningsplaner juridisk gyldighed og blev derfor tinglyst på alle berørte ejendomme. 
Fredningsplanerne forudsattes at have tidsubegrænset gyldighed.

## Ophævelse
Fredningsplanerne dannede en del af grundlaget for regionplanarbejdet da de første regionplaner udarbejdedes i henhold til lands- og regionplanloven, som blev vedtaget 1973 og trådte i kraft i 1974.

## Fredningsplanområder
Fredningsplaner blev lavet for følgende egne:
1. Århus-egnen og Mols
2. Vestkysten i Hjørring og Thisted amter
3. Læsø
4. Områder ved Ringkøbing fjord
5. Fanø
6. Broager
7. Hindsholm
8. Kattegatkysten i Nordsjælland
9. Dele af Københavns amt
10. Det østlige Bornholm[4].